# 大高頭蝠
大高頭蝠（学名：Scotophilus sp.）为蝙蝠科高頭蝠屬下的一个种。